# UTC-1
Часово отместване UTC-1 се използва:

## Като стандартно време през цялата година
- Кабо Верде

## Като стандартно време през зимния сезон
- Гренландия – източните части на острова в района на град Итокортурмит
- Португалия
  - Азорски острови